# Serjuče
Serjuče so naselje v Občini Moravče.
V Serjučah je živel slovenski režiser Janez Drozg